# MathWorks
MathWorks, Inc. è un'azienda multinazionale privata specializzata nella produzione di software per calcoli matematici. I prodotti principali sono MATLAB e Simulink. Oltre all'utilizzo governativo e industriale, i software prodotti dall'azienda sono usati anche nella didattica e nella ricerca in molte università in tutto il mondo. A partire dall'aprile 2010, l'azienda impiega circa 2.200 persone con il 70% situate nella sede centrale a Natick nello stato del Massachusetts USA.

## Storia
The MathWorks, Inc. è stata fondata a Portola Valley in California, da Jack Little (Presidente e Amministratore delegato), Cleve Moler (Chief Scientist), e Steve Bangert (oggi non coinvolto) il 7 dicembre 1984. Il suo prodotto di punta, MATLAB, fece il debutto pubblico in occasione della IEEE Conference on Design & Control a Las Vegas nel Nevada in quello stesso anno. La società ha venduto il suo primo ordine di 10 copie di MATLAB per $500 al Massachusetts Institute of Technology (MIT) nel febbraio 1985.
Nel 1986, MathWorks si trasferisce nel Massachusetts e, dopo un decennio di crescita costante, nel luglio 1999 posiziona la sede centrale nel luogo attuale: Apple Hill Drive nella città di Natick.  In quel periodo l'azienda aveva raggiunto la quota di circa 1.000 dipendenti. Gli anni che seguirono videro un'espansione internazionale della società con l'apertura di uffici in Spagna, Germania, Francia, Paesi Bassi e Svizzera nel 2000; un ufficio in Italia nel 2002, e altri ancora in Corea del Sud e in Svezia nel 2004.
Nel 2008 è stata inaugurata una nuova sede in India e nel 2009 anche un'altra in Giappone. MathWorks allo stesso tempo ha ampliato la sede centrale nel Massachusetts con l'acquisto di un fabbricato per gli uffici pari a 150.000 metri quadrati nel luglio del 2008, seguito da un ulteriore acquisto di un nuovo edificio di 170.000 metri quadrati nel dicembre 2009.

## Prodotti e Servizi
- MATLAB
  - MEX file
- Simulink
  - SimEvents
  - Stateflow
  - xPC Target

## Affari societari

### Responsabilità sociale
MathWorks, oltre alla produzione di software, porge anche particolare interesse nelle Missioni Sociali ("Social Mission"). Queste ultime si riassumono complessivamente in cinque obiettivi:  investimenti nell'istruzione, iniziative per migliorare la qualità dello Staff, supporto alle comunità locali, iniziative volte a valorizzare l'ambiente e una pronta risposta d'aiuto in caso di calamità naturali.    L'azienda sponsorizza ogni anno molti concorsi rivolti agli studenti di ingegneria. Queste squadre universitarie hanno il compito di ideare e costruire delle automobili amiche dell'ambiente con l'aiuto di diversi enti locali come United States Department of Energy (DOE) e General Motors (GM). L'azienda è anche sostenitrice della diffusione della radio pubblica, tra cui National Public Radio (NPR) con il programma radiofonico "Here and Now". La società ha ricevuto anche dei riconoscimenti per i suoi contributi inviati in soccorso al terremoto di Haiti nel 2010.

### Il logo
Il logo dell'azienda rappresenta il primo modo vibrazionale di una sottile membrana a forma di L, fissata agli angoli, e disciplinati dall'equazione delle onde.

## Impiego dei prodotti
- Gli ingegneri della General Motors hanno usato MATLAB e Simulink nella progettazione dell'automobile Chevrolet Volt.
- MATLAB è stato utilizzato per il trattamento delle immagini per DIMES (Descent Image Motion Estimation System) nell'esplorazione di Marte (missione: Mars Exploration Rover).